# Luntlås

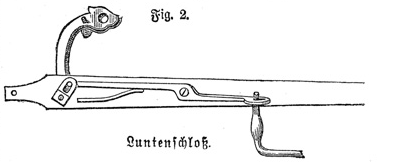
Luntlås

Luntlås är en synnerligen enkel anordning för att avfyra ett eldvapen med, normalt sett en musköt.
Föregångaren till luntlåset bestod endast av en hävarm i vilken man fäst en brinnande lunta i den ena änden. Armen var på mitten rörligt infäst i vapnet och när man skulle skjuta påverkade man den andra änden av armen så att luntan fördes ned mot fängpannan.
Luntlåset består som regel av en hane som håller luntan, vilken genom en fjäderbelastad hävarm är förbunden med en avtryckare. När avtryckaren påverkas förs hanen ned mot fängpannan och luntans glöd antänder fängkrutet som i sin tur antänder drivladdningen. När avtryckaren släpps lyfter fjädern upp hanen från fängpannan så att luntan ej slocknar. Luntlåset tros ha blivit uppfunnet i mitten av 1400-talet.
Den stora fördelen med luntlåset var att skytten kunde koncentrera sig på att hålla i vapnet och att sikta, eftersom det endast behövs en mindre ansträngning för avfyrningen. Nackdelen är att skytten hela tiden måste se till att luntan brinner, och att den sticker fram lagom mycket.

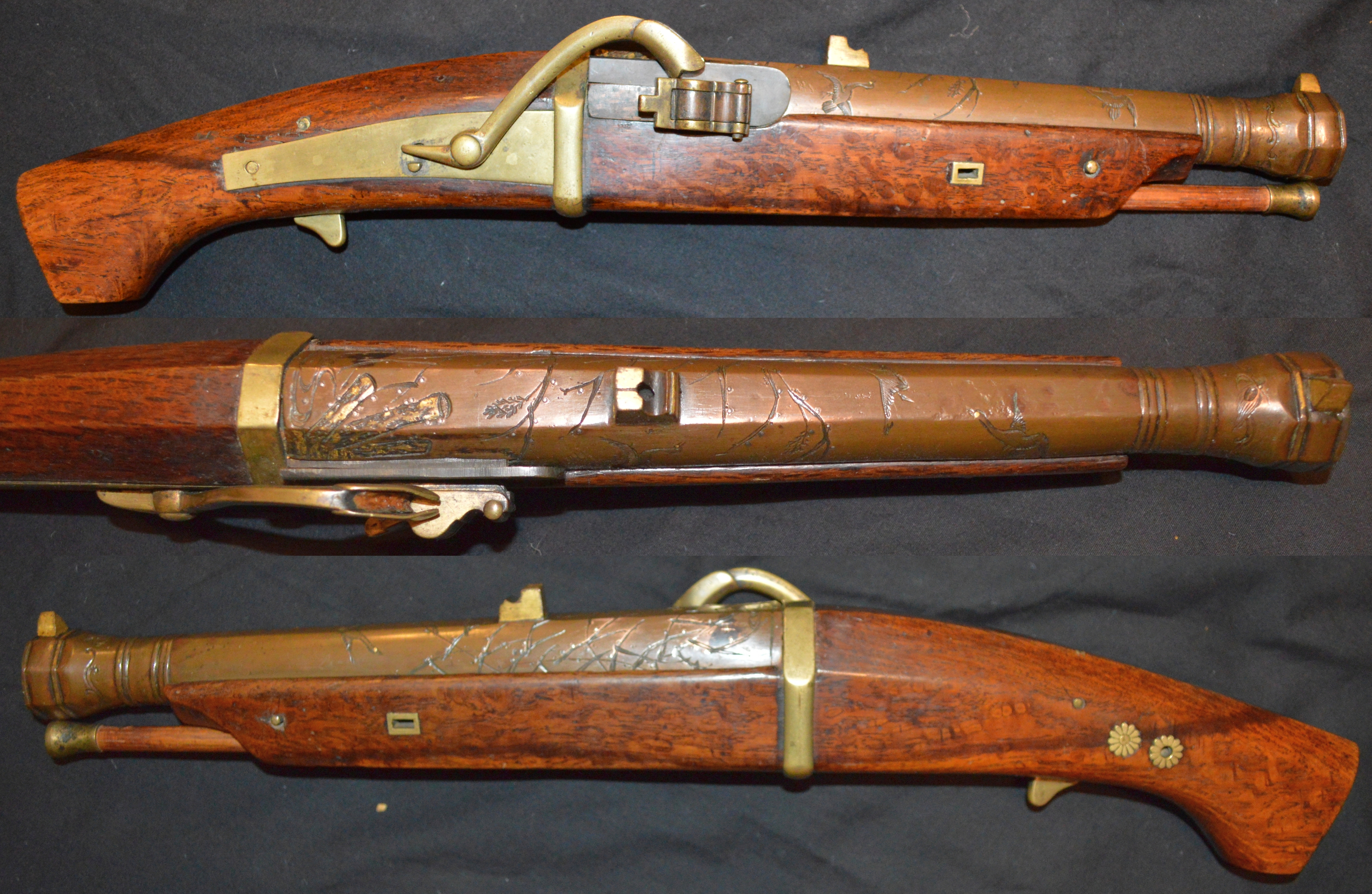
Luntsnapplåset

Luntsnapplåset är en förbättring av luntlåset och har en fjäderbelastad hane som faller ned mot fängpannan vid avfyrning. Fördelen med luntsnapplåset var att systemets reaktionstid minskade. Nackdelen var att luntan ofta slocknade vid varje skott, vilket därför fick sin största spridning bland vapen för jakt och sportskytte.
Eftersom luntlås och luntsnapplås var enkla och billiga att tillverka fortsatte de att användas jämsides med hjullås och snapplås. Det var först med flintlåsets införande som luntlåsen försvann. Dock överlevde luntlåset fläckvis världen över ända in på 1800-talet. Under 1900-talet återupplivades luntlåset i och med svartkrutvapnens pånyttfödelse inom sportskytte, allehanda historiska föreningar och i någon mån jakt.

## Luntlåsmusköterna i Sverige
I den svenska armén användes luntlåset ända fram till det stora nordiska krigets början år 1700, t.ex. vid Dalregementet år 1699. Muskötmodellerna som nyttjades i armén i slutet på 1600-talet var bl.a. m/1680 och m/1688. Luntlåset ersattes på de flesta förband ganska snart och nyttjades vidare på de olika allmogeuppbåden som sattes upp under kriget.